# Eliana Olivera
Eliana Olivera (c.1990) es una modelo y reina de belleza uruguaya.
Compitió para Miss Mundo Uruguay en 2010, Miss Uruguay para Miss Mundo y fue galardonada como Miss Latinoamérica 2015 en Panamá.